# Pfarrkirche St. Peter am Hart

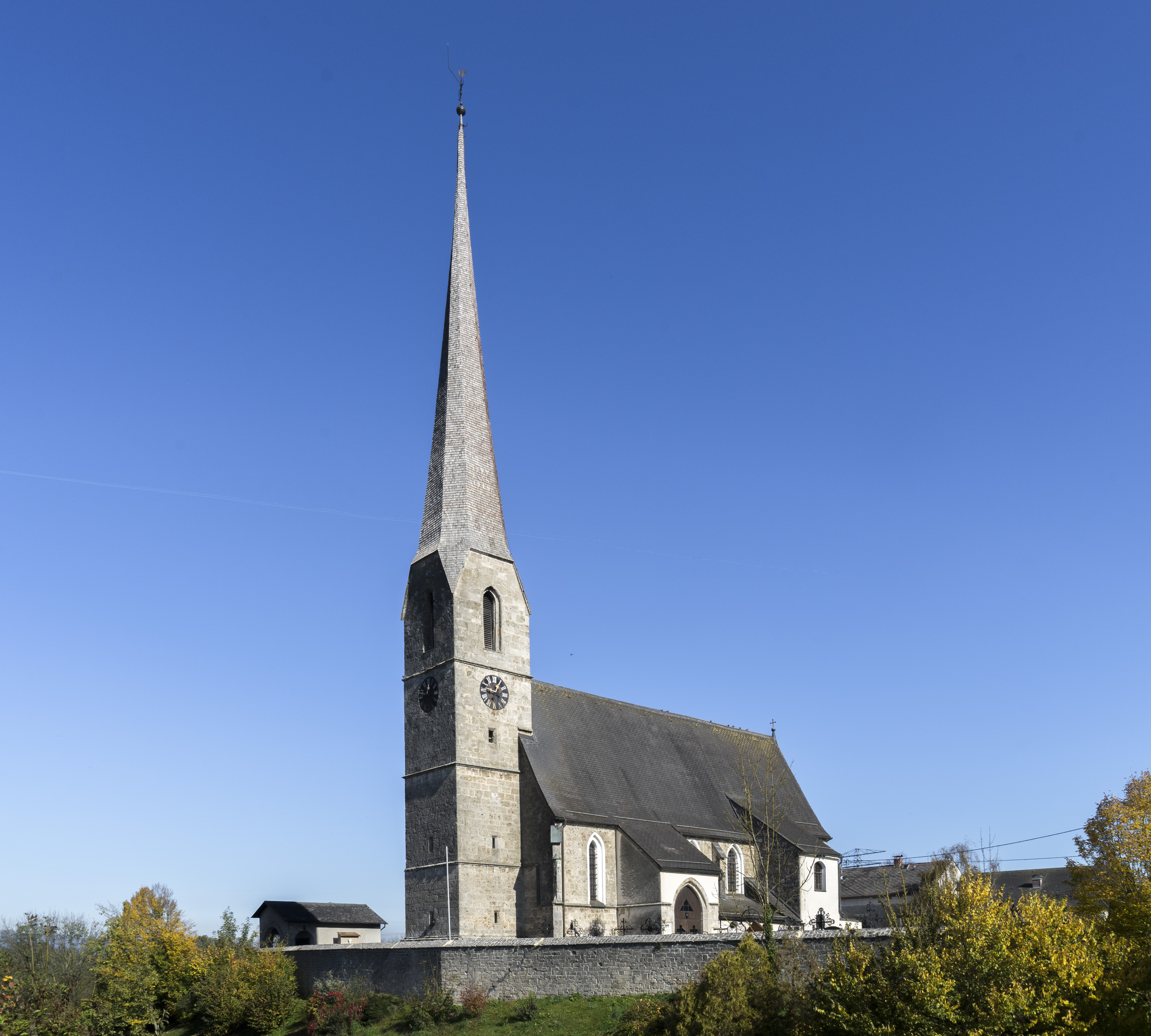
Katholische Pfarrkirche hl. Petrus in St. Peter am Hart

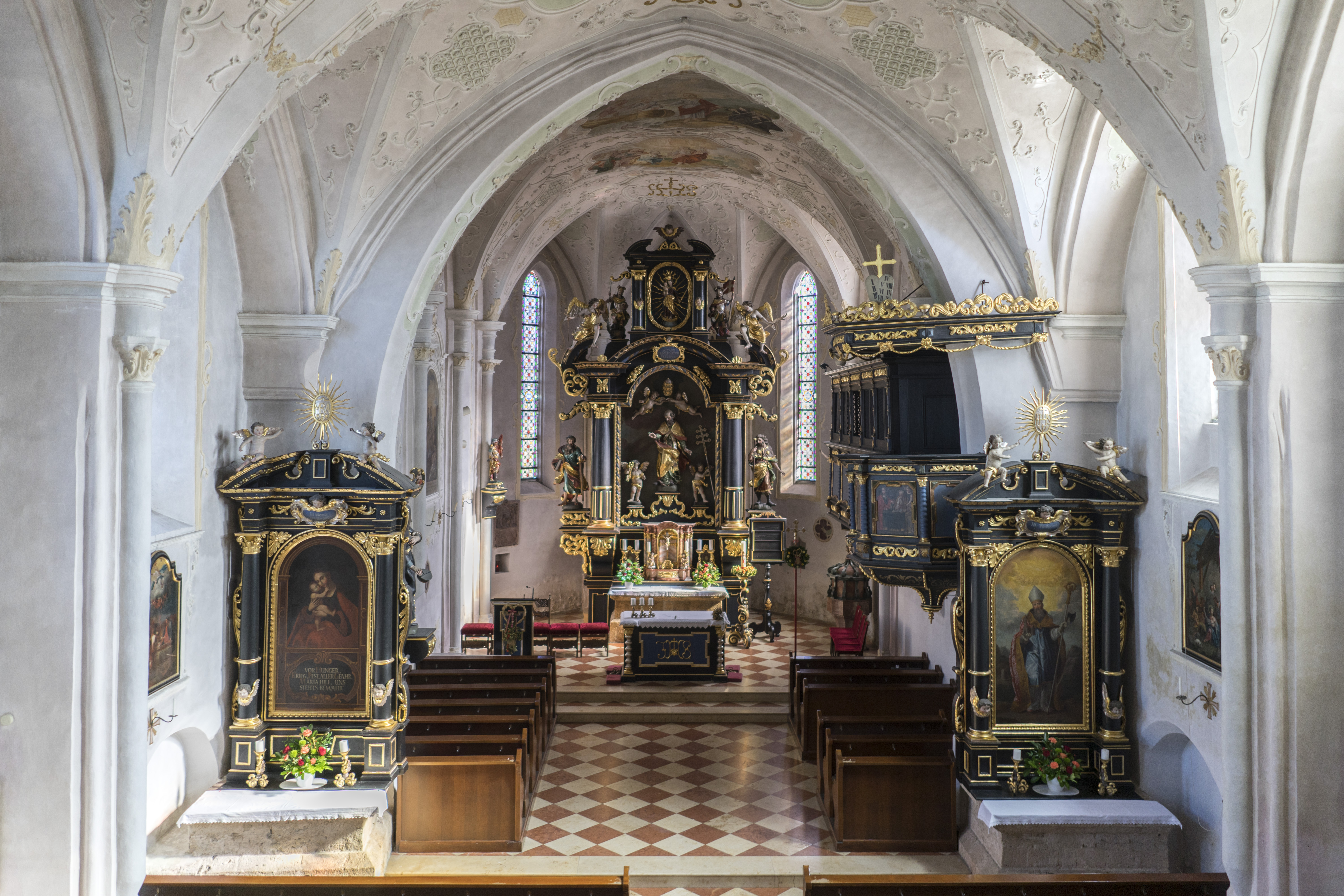
Langhaus, Blick zum Chor

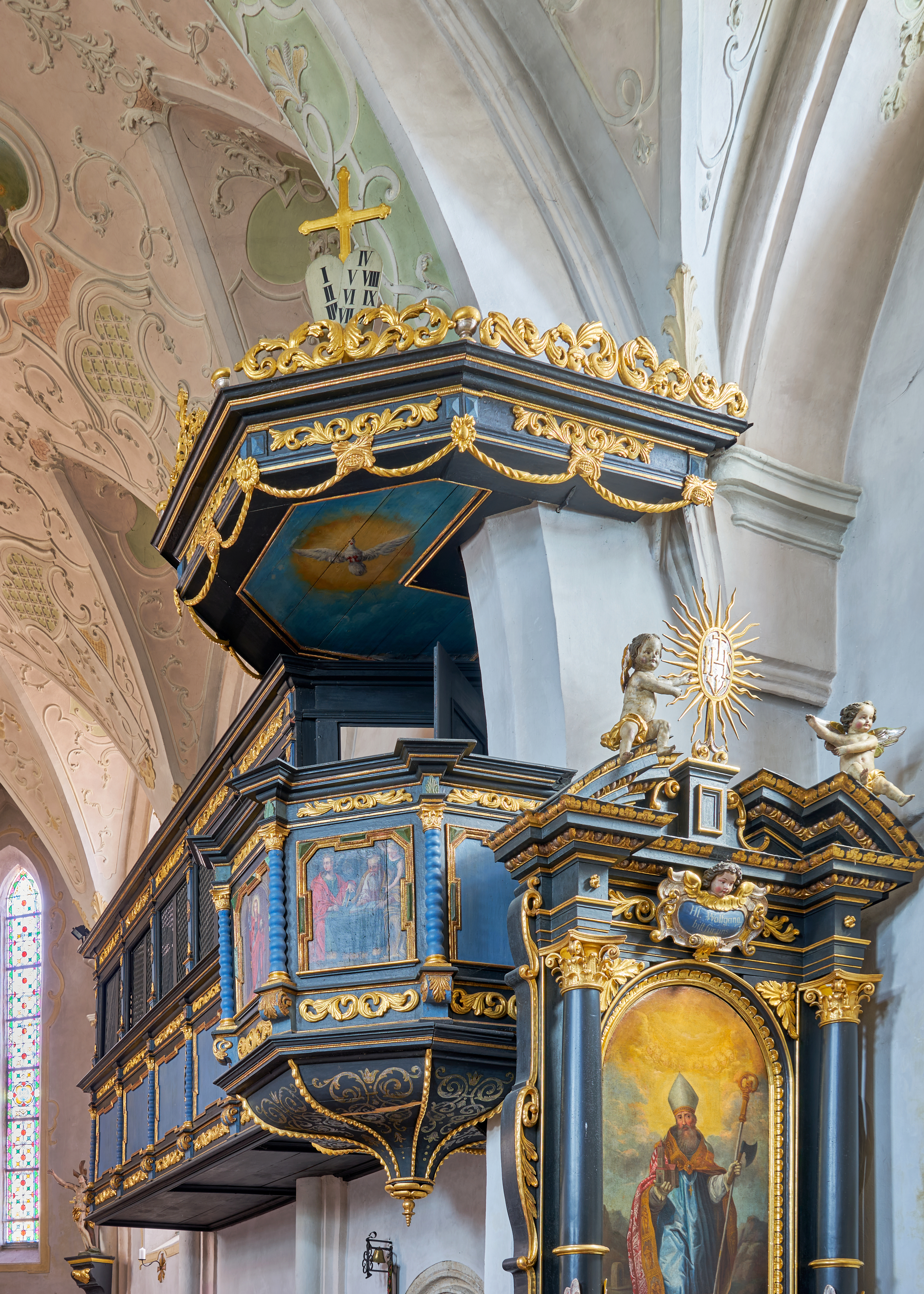
Kanzel

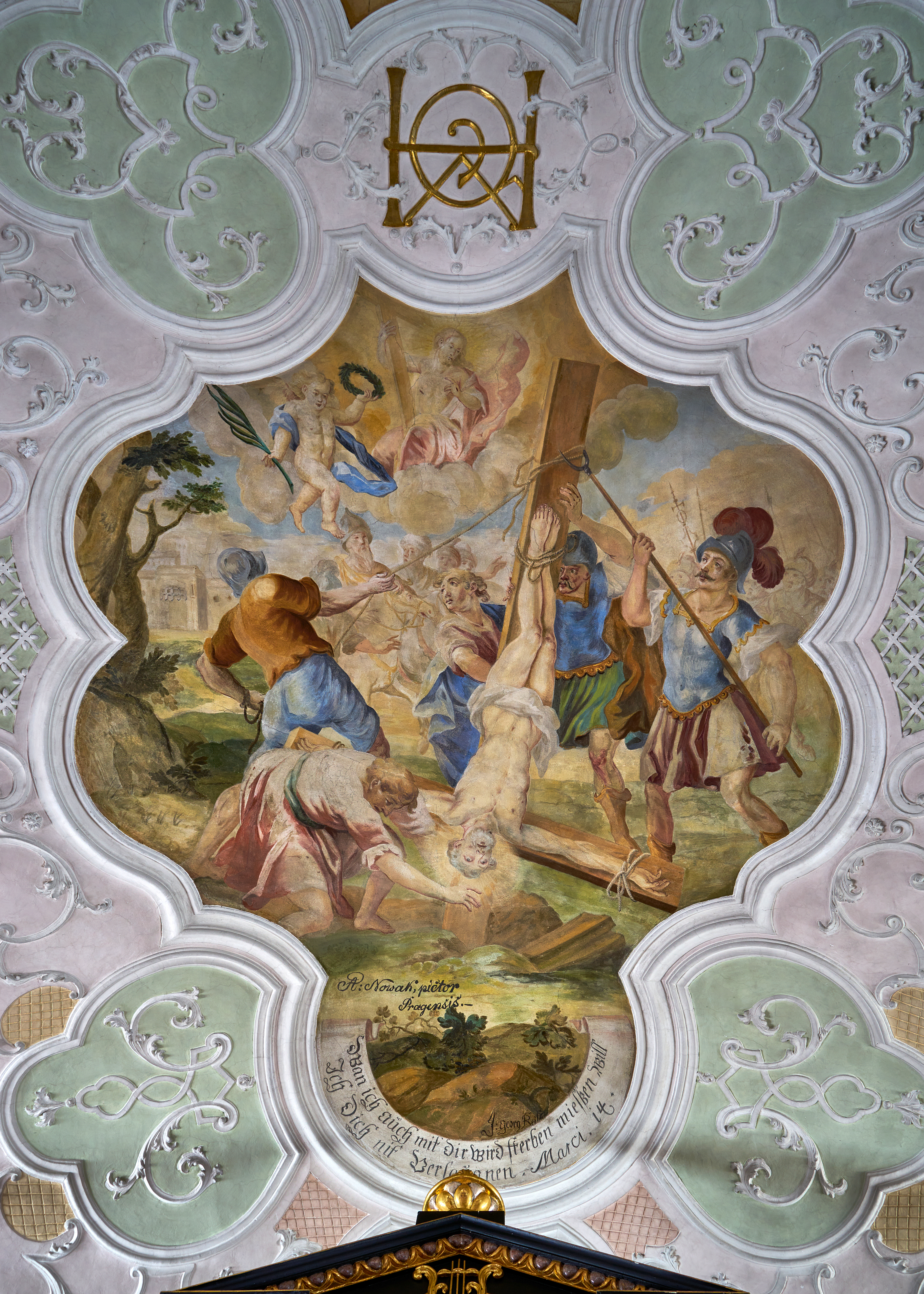
Deckengemälde über der Empore: Kreuzigung des hl. Petrus

Die römisch-katholische Pfarrkirche St. Peter am Hart mit dem Patrozinium hl. Petrus  steht im Ort der Gemeinde St. Peter am Hart im Bezirk Braunau am Inn in Oberösterreich. Seit dem 1. Jänner 2023 gehört St. Peter am Hart als eine von 14 Pfarrteilgemeinden zur Pfarre Braunau der Diözese Linz. Die Kirche und der Friedhof stehen unter Denkmalschutz (Listeneintrag).

## Geschichte
Urkundlich wurde in den Jahren 791–804 ein „altare sancti Petri“ erwähnt, eine Kapelle 1140, 1412 eine Allerseelen-Bruderschaft. Langhaus, Chor, Turm, Sakristei und Portalvorhalle des heutigen Bauwerks wurden in der zweiten Hälfte des 15. Jahrhunderts erbaut. Im vierten Viertel des 17. Jahrhunderts und 1734 erfolgte die Barockisierung des Innern und die barocke Stuckierung der Gewölbe durch die Werkstatt von Johann Michael Vierthaler sowie die Bemalung mit Deckenbildern. Renovierungen oder Restaurierungen erfolgten 1904, außen 1926 und 1948, 1977 bis 1979 (Dächer) sowie innen 1951 und 1980/81.

## Architektur
Das einschiffige vierjochige Langhaus mit halb eingezogenen Strebepfeilern und der leicht eingezogene zweijochige Chor mit einem Fünfachtelschluss haben gotische Gewölbe mit abgeschlagenen Rippen mit Stuck von Johann Michael Vierthaler (1733). Die Fresken mit Szenen aus dem Leben der Heiligen Peter und Paul malte der Maler Johann Georg Reischl. Der viergeschoßige gotische Westturm mit einem achtseitigen Spitzhelm hat abgekappte Giebel. Die südliche Vorhalle mit einem gotischen Gewölbe mit abgeschlagenen Rippen und die anschließende Totenkapelle sind stuckiert. Das stuckierte Portal stammt aus dem Jahr 1715. Die Sakristei mit einem gotischen Kreuzgewölbe hat Stuck von Johann Michael Vierthaler (1733). Das Sakristeitor ist gotisch.
Die gotische Friedhofsmauer aus Tuff hat eine Keilsteinabdeckung.

## Ausstattung
Die Wandbilder wurden vermutlich von Johann Georg Reischl 1733 geschaffen und später stark übermalt. Die Deckenbilder in geschweiften Stuckrahmen stammen ebenfalls von Reischl und wurden von Josef Scherfler 1904 renoviert. Der Stuck stammt von Johann Michael Vierthaler und wurde 1734 vollendet. Die Farbglasfenster entstanden im vierten Viertel des 19. Jahrhunderts.
Der Hochaltar trägt Bildwerke aus dem vierten Viertel bis Ende des 17. Jahrhunderts. Die Figuren stammen aus dem vierten Viertel des 17. Jahrhunderts aus dem Umkreis von Thomas Schwanthaler. Der Tabernakel ist neu. Der gotische Taufstein steht im Chor.
Die Seitenaltäre zeigen links eine Kopie des Maria-Hilf-Gnadenbilds von Lucas Cranach dem Jüngeren, rechts ist ein Bild des Heiligen Wolfgang aus dem vierten Viertel bis Ende des 17. Jahrhunderts zu sehen.
Die Kanzel mit östlich anschließendem Oratorium stammt aus der gleichen Zeit und besteht aus einem polygonalen Korb mit gedrehten Säulchen und Feldergliederung.
Mehrere Grabdenkmäler sind im Chor, in der Sakristei und in der Portalvorhalle aufgestellt.
Die Orgel ist ein Werk von Johann Mauracher aus dem Jahr 1848, das 1997 restauriert wurde; sie hat acht Register auf einem Manual.